# Hapsidodesmus atriclavius
Hapsidodesmus atriclavius är en mångfotingart som beskrevs av Hoffman 2005. Hapsidodesmus atriclavius ingår i släktet Hapsidodesmus och familjen Gomphodesmidae. Inga underarter finns listade i Catalogue of Life.